# Baeckea grandibracteata
Baeckea grandibracteata är en myrtenväxtart som beskrevs av George August Pritzel. Baeckea grandibracteata ingår i släktet Baeckea och familjen myrtenväxter. Inga underarter finns listade i Catalogue of Life.